# Odred otpisanih: Isekai
Odred otpisanih: Isekai (eng. Suicide Squad Isekai (jap. 異世界スーサイド・スクワッド, Hepburn: Isekai Sūsaido Sukuwaddo) nadolazeća je anime televizijska serija temeljena na timu Odreda otpisanih iz stripova DC Comicsa. Producira ju japanski Wit Studio, distribuira ju Warner Bros Japan.
Premijera serije trebala bi biti u Japanu u srpnju 2024., na kanalima Tokyo MX i BS11. Uvodna glazba je "Another World" u izvedbi Tomoyasua Hoteija, dok je završna glazba "Go-Getters" u izvedbi Mori Calliope.
Na streaming platformi Max premijerno će biti objavljena 27. lipnja 2024.

## Radnja
Amanda Waller, šefica A.R.G.U.S.-a, šalje Odred otpisanih u misiju na drugi svijet – „ISEKAI“! U gradu Gothamu opterećenom kriminalom, Amanda Waller, voditeljica A.R.G.U.S.-a, okupila je skupinu ozloglašenih kriminalaca za misiju. To je svijet mačeva i magije u kojem orci divljaju, a zmajevi vladaju nebom – „ISEKAI“!

## Glasovna postava
- Anna Nagase kao Dr. Harleen Quinzel / Harley Quinn
- Yūichirō Umehara kao The Joker
- Reigo Yamaguchi kao Floyd Lawton / Deadshot
- Takehito Koyasu kao Christopher Smith / Peacemaker
- Jun Fukuyama kao Basil Karlo / Clayface
- Subaru Kimura kao Nanaue / King Shark
- Taku Yashiro kao Rick Flag
- Kujira kao Amanda Waller
- Chika Anzai kao Tatsu Yamashiro / Katana
- Reina Ueda kao Fione
- Mamiko Noto kao Aldora
- Jun Fukushima kao Cecil

## Vanjske poveznice
- Službena stranica – Warner Bros.
- Službena stranica produkcijskog studija Wit Studio
- Odred otpisanih: Isekai u internetskoj bazi filmova IMDb-a
- Odred otpisanih: Isekai u Anime News Network enciklopediji